# コミュニケーション戦略
コミュニケーション戦略（コミュニケーションせんりゃく）とは経営学用語の一つ。企業が顧客などのステークホルダーに対して製品やサービスの情報を効率的かつ効果的に伝えるという経営戦略。WhatsApp、LINE、Skype、オンラインゲームなど、今の時代は故人が想像できない仮想の時代になった。従来のコミュニケーション戦略ルールは、Skype、メッセンジャー、ビデオ、電話会議の世界ではもはや適用されない。たとえば、絵文字やスタンプを使用することができ、より説得力のあるコミュニケーションのための専門知識が必要になった。

## 要因
これが重視されている要因としては、企業側は顧客のニーズに合致した製品を開発してそれを購入できている状態にしたとしても、顧客にこのことが知られていなければ売り上げを出すことができないからである。コミュニケーション戦略は情報発信によって商品やサービスについて知らしめていく活動であり、そのために「広告」「販売促進」「人的販売」「パブリシティ」「口コミ」などといった事柄を的確に組み合わせることで顧客に情報を伝えている。また株式会社は、株主に対しては効果的なIR活動を通じて、財務状況や環境・地域への取り組みそして株主への還元政策について積極的かつ定期的に情報開示している。

## 戦略
顧客とうまくコミュニケーションをとるには：
- 第三人称と専門用語を避ける。
- 話を短くする必要がある。

顧客は通常、敵対的、無関心、意思決定者、協力的の4つのタイプに分けることができる。 
- 敵対的な顧客に明確な要求をし[4]、
- 無関心な顧客に助けとアドバイスを求め[5]、
- 意思決定者に共感し、オプションを提出し[6]、
- 協力的な顧客に世間話、絵文字を使用して、特定の時間を約束し、それがすべてのためであると主張する[7]

ことによってより適切に対応できる。

## 企業会議
アマゾンのジェフ・ベゾス社長によると、多すぎる企業会議は機能不全の組織の兆候であり、企業は会議とコミュニケーションを減らすために取り組む必要がある。
効果的な会議の議題には3つのルールがある：
- 一人一人の明確な目的
- 各人の不当に短い時間の制約と余分な時間の計画
- 事前配布された会議後の作業